# André Reeder
André Reeder (Moengo, 1954) is een Surinaams-Nederlandse freelance filmmaker en maatschappelijk werker, werkzaam in de Bijlmermeer. Hij is bekend om zijn documentaires over Surinaamse en lhbti+-onderwerpen. Reeder was actief in de politieke organisatie LOSON en bij het lhbti+-collectief Strange Fruit.

## Biografie
André Reeder werd in 1954 geboren in Moengo, Suriname. In de jaren zeventig verhuisde hij naar Nederland om te studeren. Hij studeerde af aan de Nederlandse Film en Televisie Academie in 1982 met de documentaire Onderneming Onderdak, die de slechte woonomstandigheden van Surinamers in Amsterdam liet zien. Reeder was actief bij het Landelijk Overleg van Surinaamse Organisaties in Nederland (LOSON) en redacteur van het LOSON-blad Wrokoman. LOSON zette zich in voor de dekolonisatie van Suriname en tegen racisme in Nederland.
Van 1992 tot 2002 was Reeder betrokken bij Strange Fruit, een Nederlands collectief van lhbti-jongeren met een migratieachtergrond. Strange Fruit streed tegen marginalisering binnen zowel hun etnische gemeenschap als de Nederlandse homoscene.
Sinds 1999 is Reeder werkzaam als adviseur en ondersteuner van bewonersinitiatieven in de Bijlmermeer in Amsterdam-Zuidoost.

## Werken
Reeder staat bekend om zijn documentaires over Surinaamse en lhbti+-onderwerpen. Zijn films hebben vaak een pedagogisch aspect en zijn gericht op het bespreekbaar maken van moeilijke thema's.
- Onderneming Onderdak (1982) - Documentaire over de slechte woonomstandigheden van Surinamers in Amsterdam.
- Glad to be gay, toch? (1992) - Documentaire over coming-outverhalen van vijf personen uit verschillende culturen, gecoproduceerd met Strange Fruit.[2] Bij de film werd een lespakket gemaakt voor het onderwijs.
- Aan niets overleden (1996) - Documentaire over het taboe op hiv en aids binnen de Surinaamse gemeenschap in Nederland.[2]
- Op zoek naar Papa Koenders (2017) - Boek, uitgever Lm Publishers, ISBN 9789460223600, geschreven samen met Roy Wijks en Jules Rijssen